# L'impossibile (Litfiba)
L'impossibile è un brano musicale dei Litfiba, pubblicato nei negozi online il 7 ottobre 2016 come primo singolo estratto dall'album Eutòpia.

## Tracce
1. L'impossibile – 4:17

## Formazione
- Piero Pelù - voce, chitarra
- Ghigo Renzulli - chitarra
- Ciccio Li Causi - basso
- Federico Sagona - tastiere
- Luca Martelli - batteria

## Videoclip

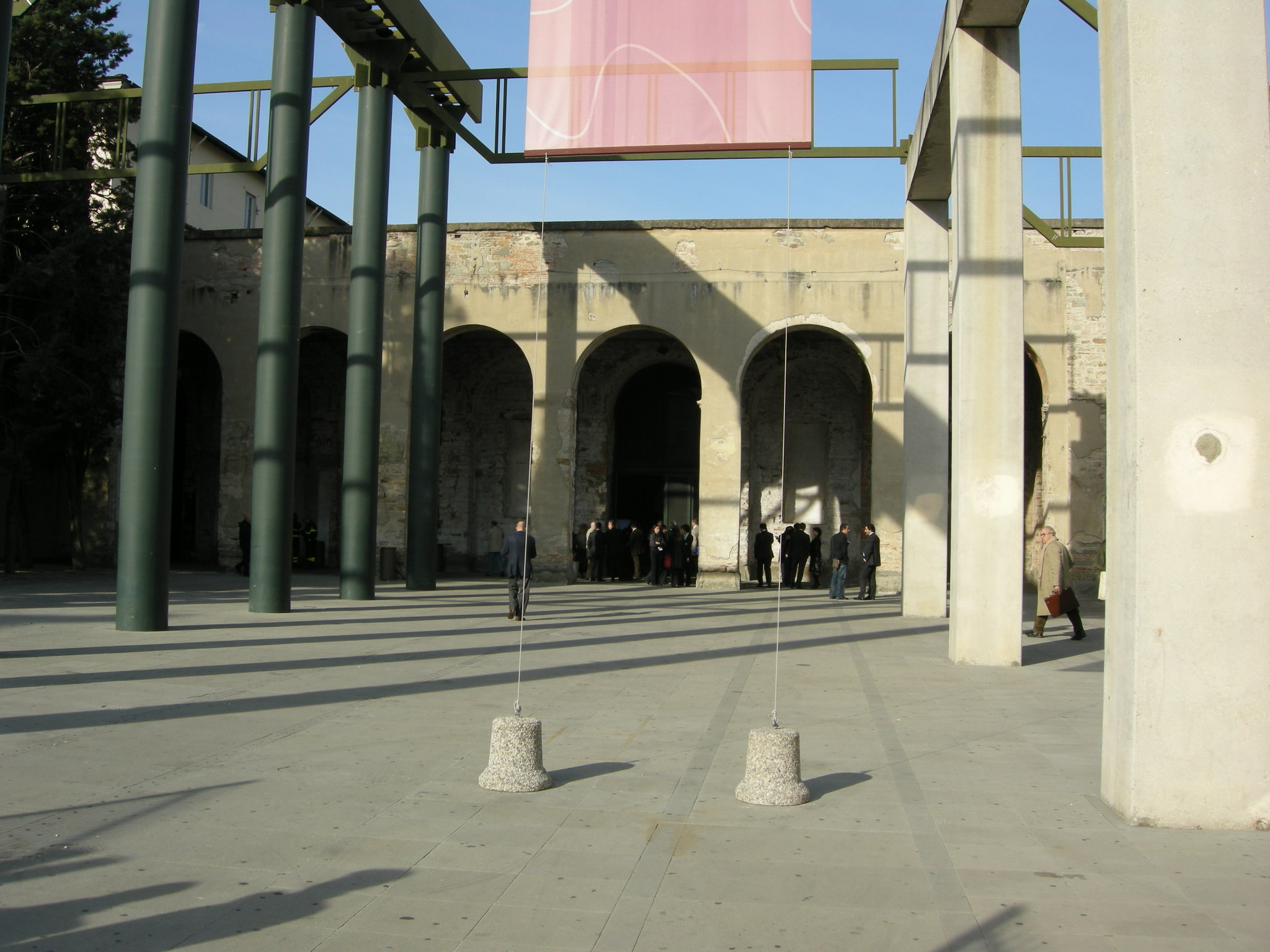
La Stazione Leopolda

Le riprese del video sono state effettuate presso la Caldara di Manziana, nel Parco naturale di Bracciano. Mentre le immagini che ritraggono la band che suona sono state registrate davanti alla Stazione Leopolda di Firenze.
Il video vede la partecipazione del gruppo post-apocalittico LARP Rust And Dust.
Nel finale del video compaiono le immagini di José Mujica, Rita Levi Montalcini e Pier Paolo Pasolini.
La regia è di Cosimo Alemà.